# Bahnhof Katowice

Der Bahnhof Katowice ist der größte und wichtigste Bahnhof der polnischen Stadt Katowice (Kattowitz). Er ist auch der größte und wichtigste Bahnhof des Oberschlesischen Industriegebietes und einer der größten Eisenbahnknotenpunkte Polens.

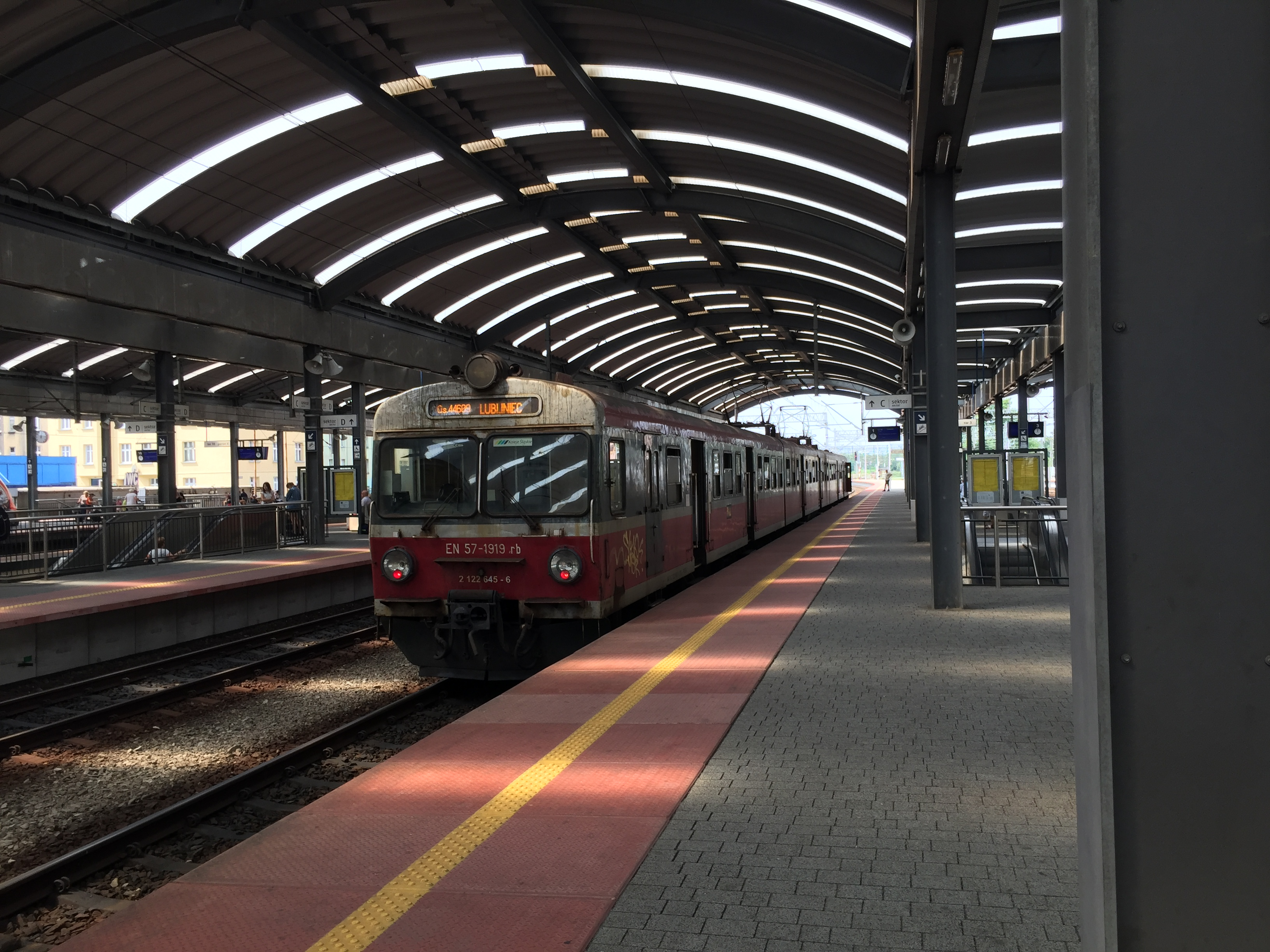
Triebwagen der Baureihe EN57 auf Gleis 1

## Gebäude

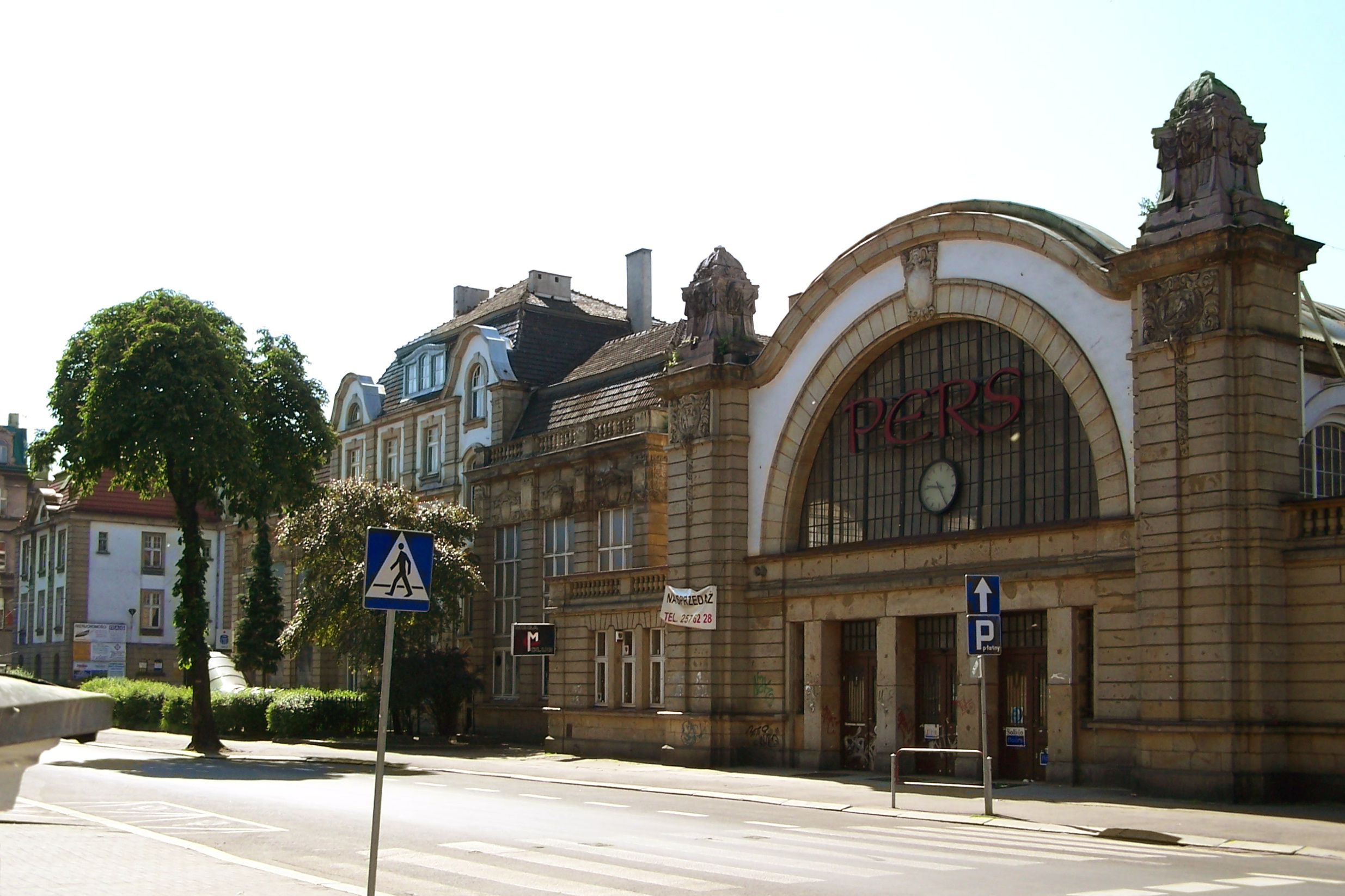
Der alte Bahnhof

### Alter Bahnhof 1859–1972
Der alte Bahnhof wurde 1859 gebaut und mehrfach erweitert. Das Gebäude befindet sich in einiger Entfernung vom heutigen Bahnhof. Das Gebäude steht seit 1975 unter Denkmalschutz. Der heutige Zustand des Gebäudes ist relativ schlecht.

### Gebäude 1972–2011
Der Entschluss, einen neuen Bahnhof in Katowice zu bauen, wurde Ende der 1950er Jahre gefasst, da der alte Bahnhof den Ansprüchen der wachsenden Industriestadt nicht mehr genügte. Den 1959 ausgeschriebenen Wettbewerb gewannen die drei Tygrysy („Tiger“) genannten Warschauer Architekten Wacław Kłyszewski, Jerzy Mokrzyński und Eugeniusz Wierzbicki. Als erster Bauabschnitt wurde 1964 südlich der Gleise eine Eingangshalle für eine Fußgängerunterführung erbaut. Für den Bau des Empfangsgebäudes auf der anderen Seite der Gleise wurden weite Teile eines Gründerzeit-Blockes abgerissen. Der Bahnhof wurde 1972 fertiggestellt. Die 140 Meter lange und 53 Meter breite Halle bestand aus zwei Reihen von je acht Stahlbeton-Stützen in Pilz- bzw. Kelchform: eine dünnwandige, von den Bauten des spanischen Architekten Félix Candela beeinflusste Dachkonstruktion, die weltweit nur wenige Male realisiert wurde. Beide Dachteile waren durch ein langes Fensterband verbunden. Vor dem Bahnhof wurde der Busbahnhof angelegt, von dem aus eine lange Freitreppe – über die Fahrbahnen – direkt in den das zwischen den Stützen eingezogene Zwischengeschoss des Bahnhofes führt.
Im Jahr 2008 wurden der spanische Investor Neinver sowie das Architekturbüro Sud Architectes mit dem umfangreichen Umbau des Bahnhofs und dem Neubau eines Einkaufszentrums Galeria Katowicka beauftragt. Die alte Bahnhofshalle sollte renoviert und erhalten werden. Aufgrund eines Gutachtens des Investors, wonach die Betonkelche nicht mehr tragfähig seien, wurde zunächst beschlossen, den Bahnhof abzureißen und die Betonkelche zu restaurieren. Dieser Beschluss und allgemein der Entwurf von Sud Architectes stieß auf heftigen Widerstand, bei dem unter anderem Gegengutachten von der Politechnika Śląska erstellt wurden, und Architekten aus dem In- und Ausland sowie Kattowitzer Bürger in verschiedenen Aktionen gegen den Abriss der Bahnhofshalle protestierten. Die Bahnhofshalle wurde jedoch im Januar 2011 mitsamt den Kelchen vollständig abgerissen.
Das Gebäude galt als eines der besten Beispiele im Stil des Brutalismus in Polen. Das Bahnhofsgebäude hatte einen umbauten Raum von 76.314 m³ und konnte bis zu 25.000 Personen aufnehmen.

### Gebäude seit 2012
Am 29. Oktober 2012 wurde die neue Empfangshalle in Betrieb genommen.